# APEJES FA
Die APEJES Football Academy, auch einfach nur APEJES FA oder APEJES, ist ein 2006 gegründeter kamerunischer Fußballverein aus Mfou. Aktuell spielt der Verein in der ersten Liga, der MTN Elite one.

## Erfolge
- Kamerunischer Pokalsieger: 2016

## Stadion
Der Verein trägt seine Heimspiele im Stade de Ngoa Ekélé in Yaoundé aus. Das Stadion hat ein Fassungsvermögen von 5000 Personen.

## Trainerchronik
| Trainer       | Nation  | von       | bis   |
| ------------- | ------- | --------- | ----- |
| Oumarou Sokba | Kamerun | Juni 2016 | heute |